# Drosophila engyochracea
Drosophila engyochracea är en tvåvingeart som beskrevs av Elmo Hardy 1965. Drosophila engyochracea ingår i släktet Drosophila och familjen daggflugor.
Artens utbredningsområde är Hawaii.